# Édouard Ngamountsika
Édouard Ngamountsika, né le 10 novembre 1976 à Kingoué au Congo-Brazzaville, est professeur en Grammaire et linguiste du Français⁣. ⁣ Il est Responsable de l'Agence Universitaire de la Francophonie (AUF) de Brazzaville.

## Biographie
Édouard est un enseignant, chercheur en langue française à l'Université Marien Ngouabi, en République du Congo. 
En 2007, il obtient son Doctorat en langue française. 
De 2011-2014, il entame sa carrière comme chef de service pédagogique à la DAAC de l’université Marien Ngouabi . 
Il est ensuite responsable du Campus numérique francophone de l’Agence universitaire de la Francophonie de Brazzaville de janvier 2014 à février 2016. 
Il possède une habilitation à diriger les recherches de l’Université Paris-Sorbonne Nouvelle CNU 7, obtenue en 2019.
En juillet 2019, il est professeur titulaire en Grammaire et Linguistique du français. 
De 2017 à décembre 2022, il est chef de département des Masters de la Faculté des Lettres et Sciences humaines de l’Université Marien Ngouabi de .
Depuis janvier, 2023, Édouard Ngamountsika est responsable du Bureau National de l’Agence Universitaire de la Francophonie de Brazzaville et du Centre d’Employabilité Francophone (CEF) .

## Œuvres
Les œuvres d'Edouard Ngamountsika portent sur les langues et la linguistique.
- Le discours rapporté dans l’oral spontané. L’exemple du Français parlé en République du Congo, Presses universitaires de Bordeaux. 2013.
- La langue française dans l’espace francophone. Coordonnateur scientifique avec Eloundou Eloundou Venant et Claude Frey : 2016
- Hommage au professeur Ambroise Jean-Marc Queffélec, Paris, éditions archives contemporaines.
- Analyse sémantico-discursive de la proposition incise dans la presse écrite congolaise.2019

## Voir Aussi